# زاما، کاناگاوا
زاما در استان کاناگاوا در کشور ژاپن  واقع شده‌است  که دارای جمعیت ۱۲۷٬۵۸۲ نفر و مساحت ۱۷٫۵۸ کیلومتر مربع با تراکم جمعیت ۷٬۲۵۷  نفر در کیلومترمربع است و در تاریخ ۱ نوامبر ۱۹۷۱ به عنوان شهر شناخته شد.

## نگارخانه

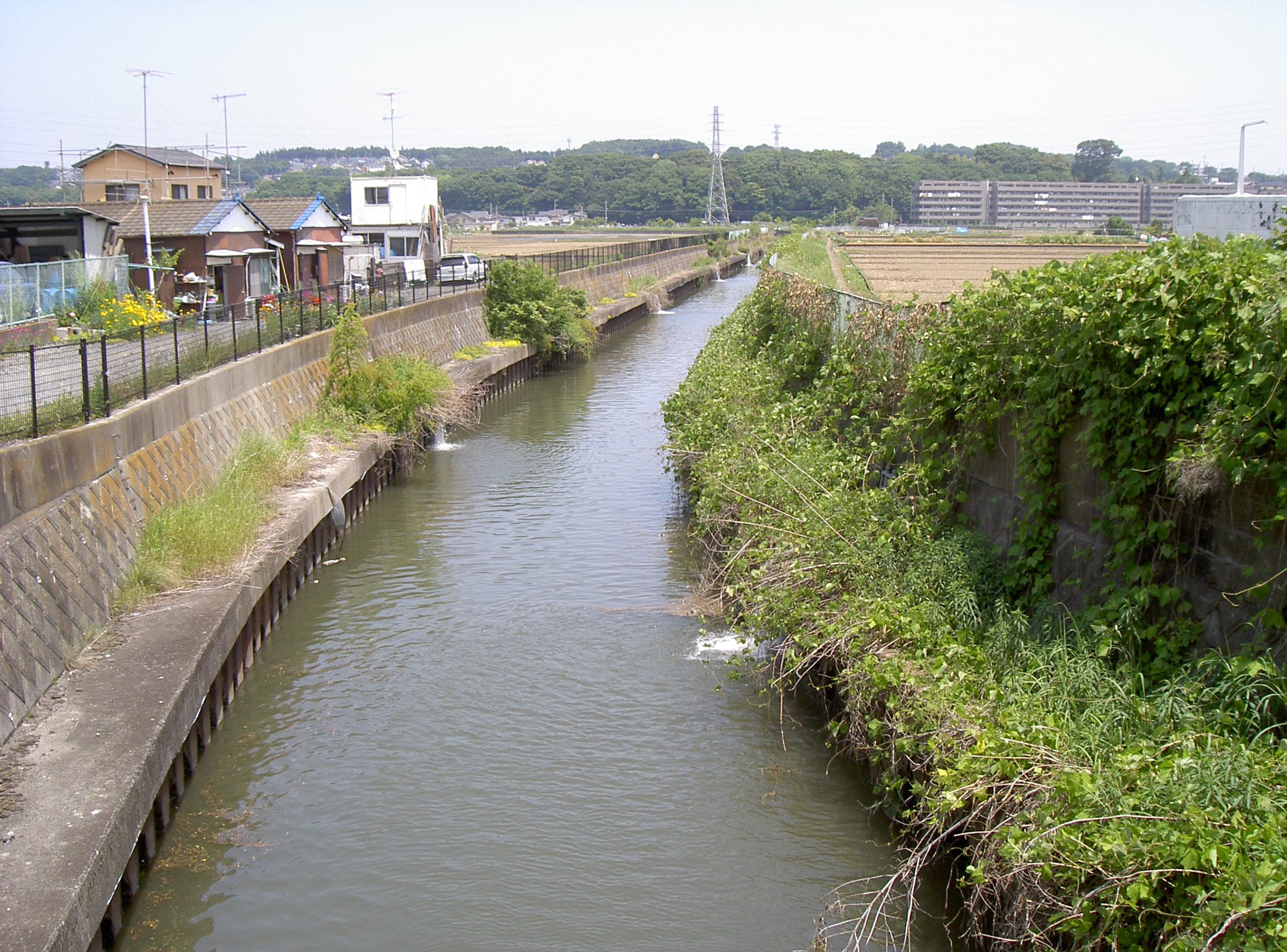
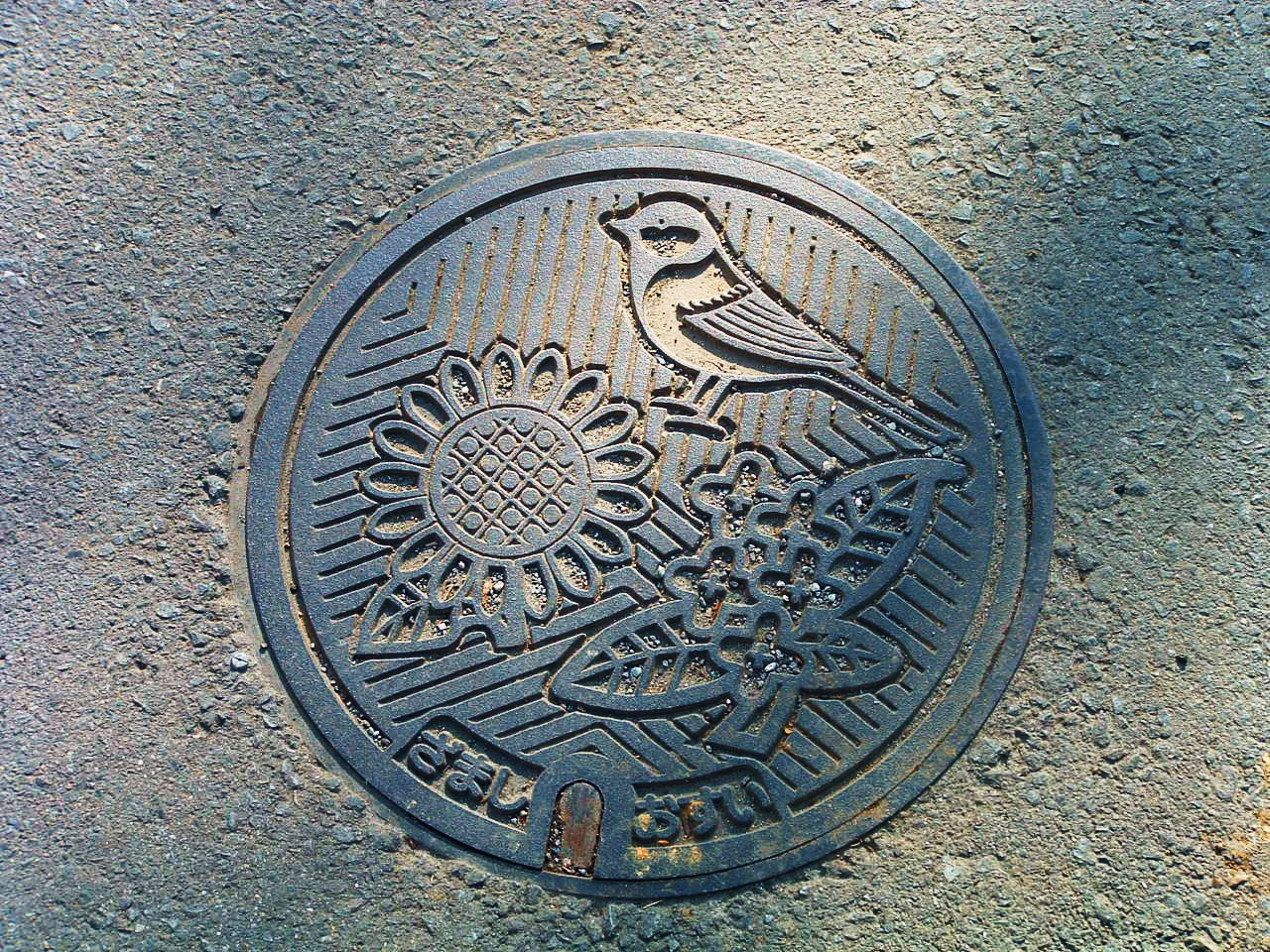
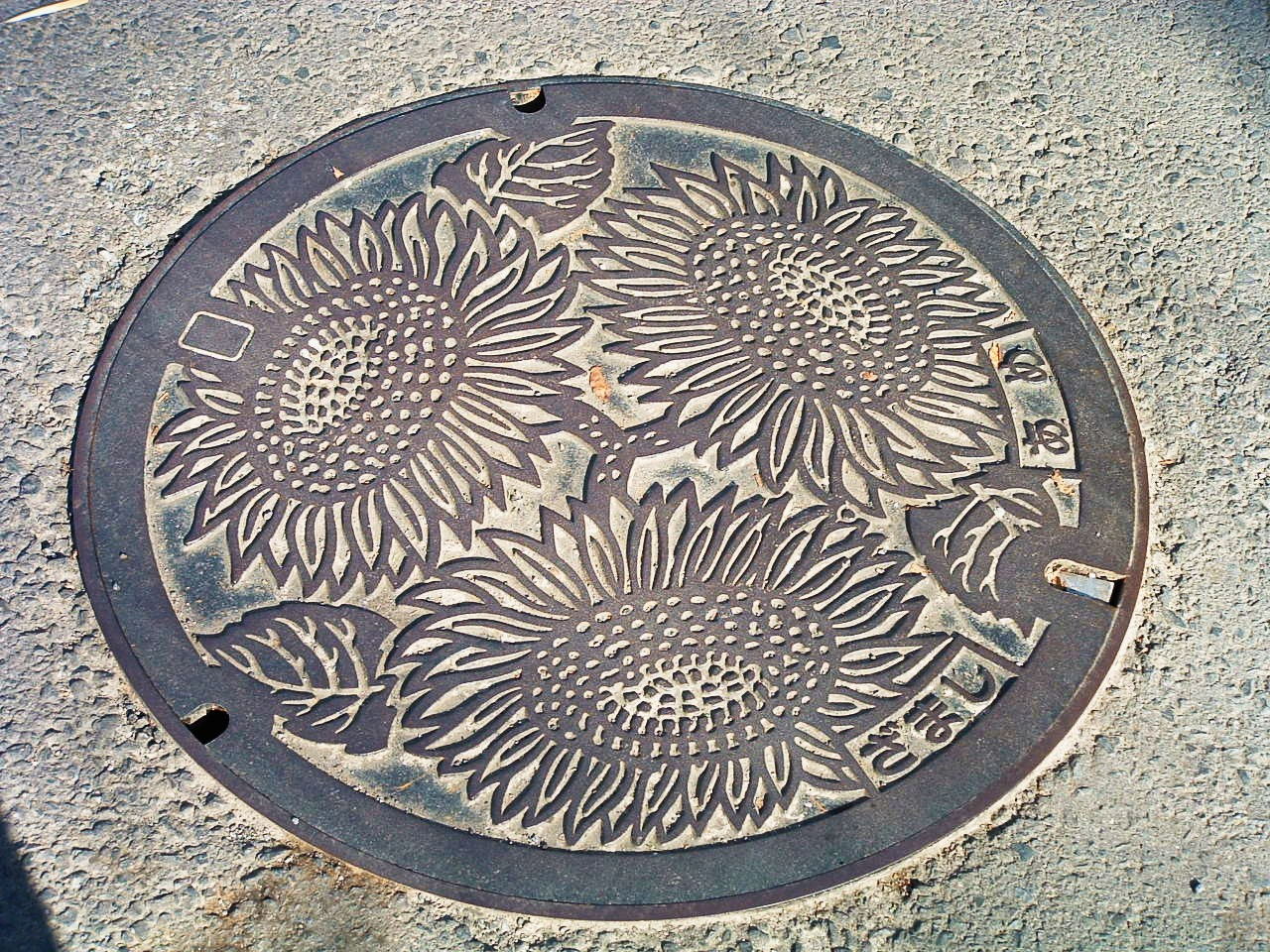
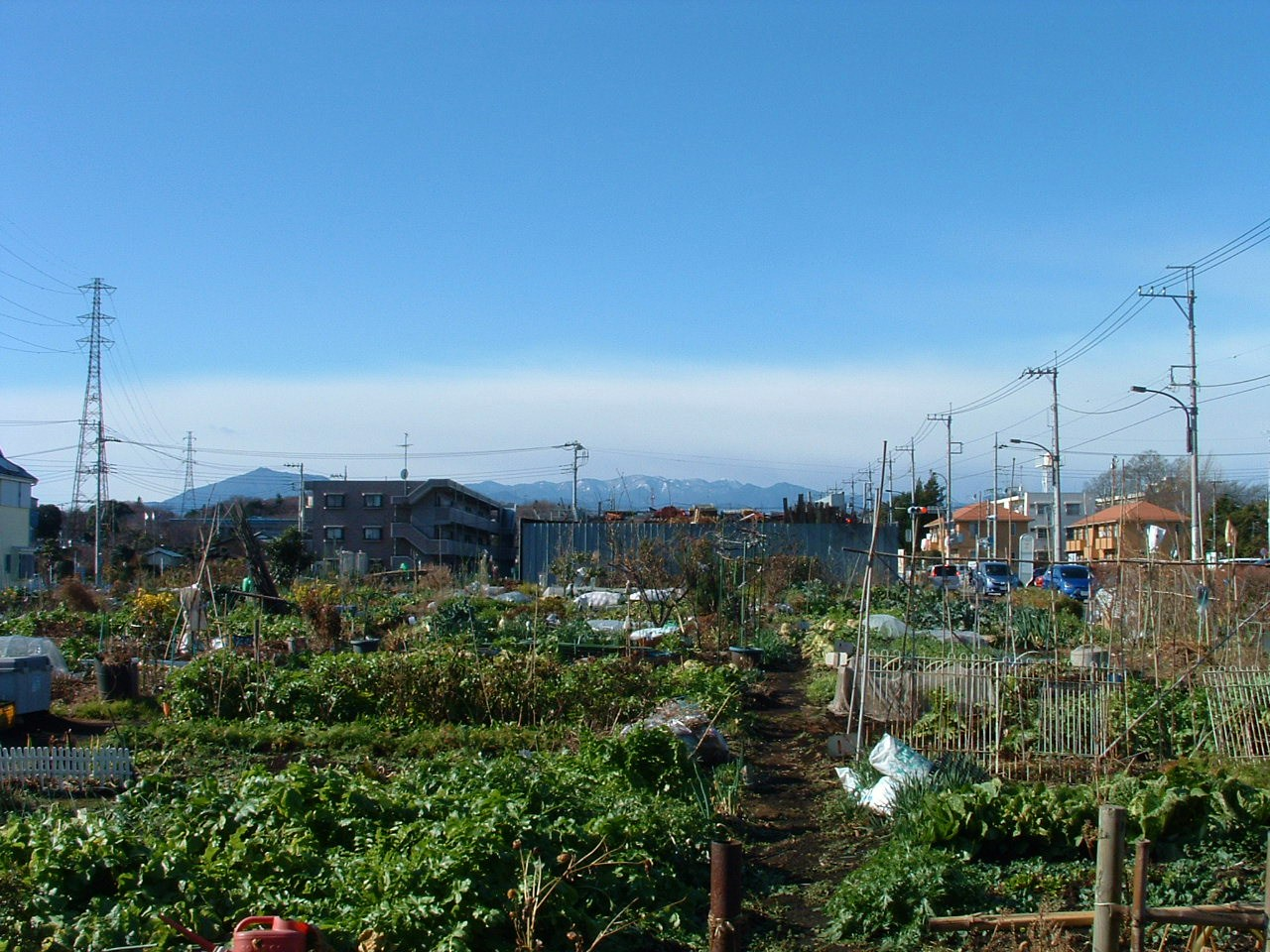
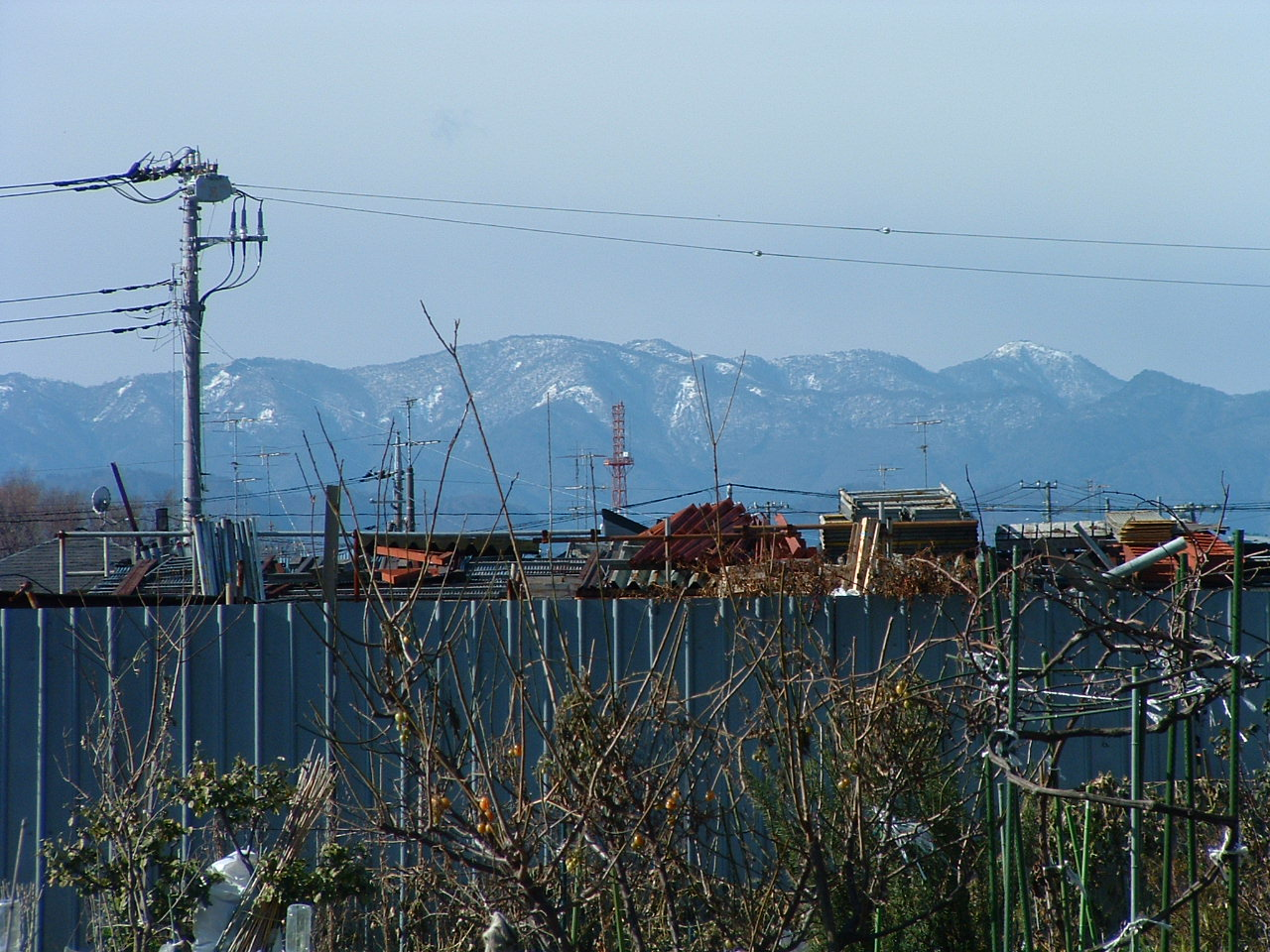
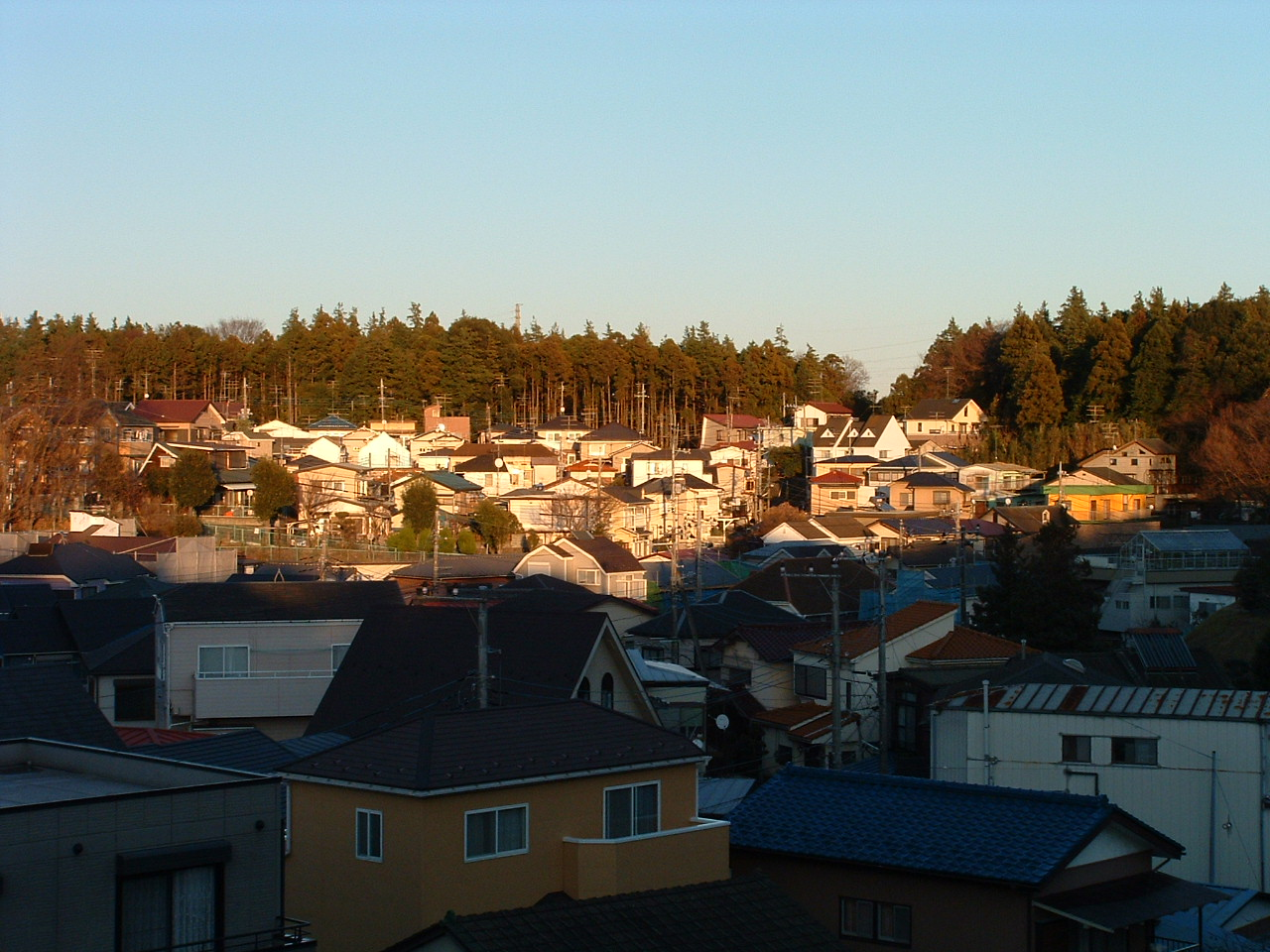